# Синтаксис (логика)
Синтаксис (в логике) (логический синтаксис) — раздел формальной логики, изучающий правильность построения выражений, безотносительно к тому, есть ли у этих выражений логические значения и если есть, то какие именно.
Обычно противопоставляется семантике (разделу формальной логики, изучающему те условия, при которых правильно построенные выражения имеют некоторое логическое значение).
В последней четверти XX века (под влиянием работ Р. Монтегю, Д. Скота и др.) указанное бинарное противопоставление уступило место тернарному. Синтаксис и семантика противопоставляются прагматике — разделу формальной логики, изучающему зависимость логического значения правильных осмысленных выражений от логического значения прагматических переменных, выражаемых «индексальными» элементами (то есть элементами я, ты, здесь, сейчас).